# Ursula Schaefer

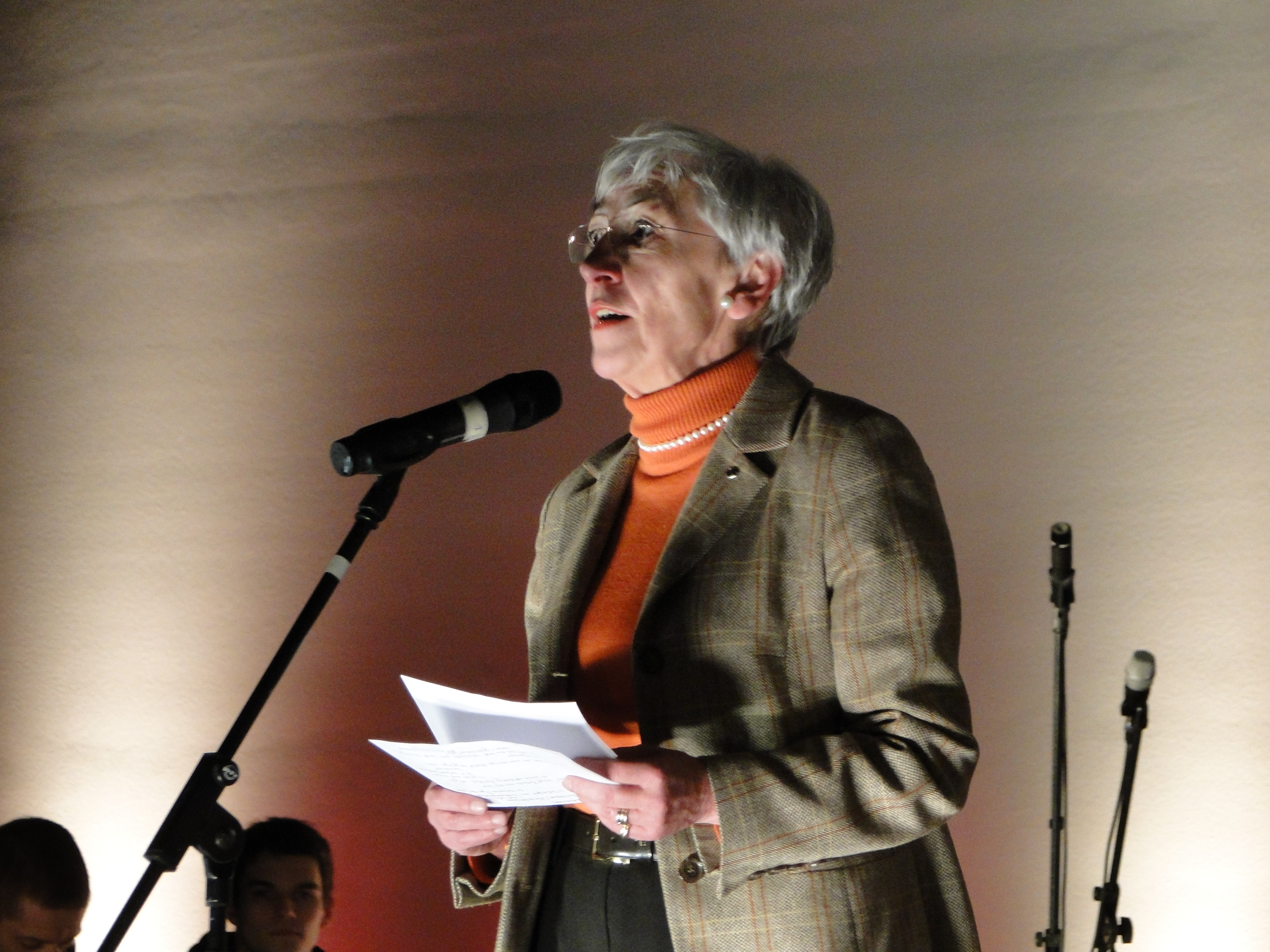
Ursula Schaefer 2010

Ursula Schaefer (* 19. August 1947 in Überlingen; † 7. Juni 2022 in Freiburg im Breisgau) war eine deutsche Anglistin und Linguistin.

## Leben
Schaefer studierte von 1966 bis 1971 Anglistik, Geschichte und Politische Wissenschaften an der Universität Freiburg im Breisgau sowie der Universität München und schloss ihr Studium mit dem Staatsexamen sowie dem Magister ab. Nach Ende des Studiums arbeitete sie bis 1993 als wissenschaftliche Angestellte am Englischen Seminar der Universität Freiburg im Breisgau. Es folgte 1976 die Promotion in Englisch zum Thema Höfisch-ritterliche Dichtung und sozialhistorische Realität. Literatursoziologische Studien zum Verhältnis von Adelsstruktur, Ritterideal und Dichtung bei Geoffrey Chaucer sowie 1989 die Habilitation zum Thema Vokalität: Altenglische Dichtung zwischen Mündlichkeit und Schriftlichkeit an der Philosophischen Fakultät der Universität Freiburg im Breisgau, verbunden mit der Lehrberechtigung in Englischer Philologie. Ab 1991 war sie in Freiburg als Nachfolgerin von Willi Erzgräber Leiterin des Teilprojekts Übergänge und Spannungsfelder zwischen Mündlichkeit und Schriftlichkeit im frühen englischen Mittelalter des SFB 321 der Deutschen Forschungsgemeinschaft.
Schaefer wurde 1993 Professorin für Ältere Englische Literatur an der Humboldt-Universität zu Berlin und wirkte ab 1996 auch als Vizepräsidentin der Universität. Im Jahr 1999 nahm sie einen Ruf an die Technische Universität Dresden an, wo sie bis zu ihrer Emeritierung 2013 die Professur für Englische Sprachwissenschaft innehatte. Von 2003 bis 2006 war sie zudem Dekanin der Fakultät Sprach-, Literatur- und Kulturwissenschaften der TU Dresden, war 2007 bis 2008 Mitglied des Konzils sowie 2010 auch Senatsmitglied der Universität. Im August 2010 wurde sie Prorektorin für Bildung und Internationales der TU Dresden und setzte in dieser Zeit unter anderem Reform der Lehrerbildung (u. a. Wiedereinführung des Staatsexamens in den Lehramtsstudiengängen) durch. Sie hatte diese Position bis 1. Oktober 2013 inne; ihre Nachfolgerin wurde Susanne Strahringer.

## Publikationen (Auswahl)
- 1974: Proseminar Mittelenglisch (mit Lilo Moessner; 2. Auflage 1986)
- 1977: Höfisch-ritterliche Dichtung und sozialhistorische Realität
- 1992: Vokalität. Altenglische Dichtung zwischen Mündlichkeit und Schriftlichkeit
- 1993: Schriftlichkeit im frühen Mittelalter (als Herausgeberin)
- 1996: Dialogische Strukturen – Dialogic Structures. Festschrift für Willi Erzgräber zum 70. Geburtstag (als Herausgeberin; mit Thomas Kühn)
- 1996: Mündlichkeit – Schriftlichkeit – Weltbildwandel. Literarische Kommunikation und Deutungsschemata von Wirklichkeit in der Literatur des Mittelalters  (als Herausgeberin, mit Werner Röcke)
- 1998: Artes im Medienwechsel (als Herausgeberin)
- 1999: Artes im Mittelalter (als Herausgeberin)
- 2006: The Beginnings of Standardization. Language and Culture in Fourteenth-Century England (als Herausgeberin)
- 2008: Der geteilte Gegenstand. Beiträge zur Geschichte, Gegenwart und Zukunft der Philologie(n) (als Herausgeberin)